# Kathleen Wilhoite

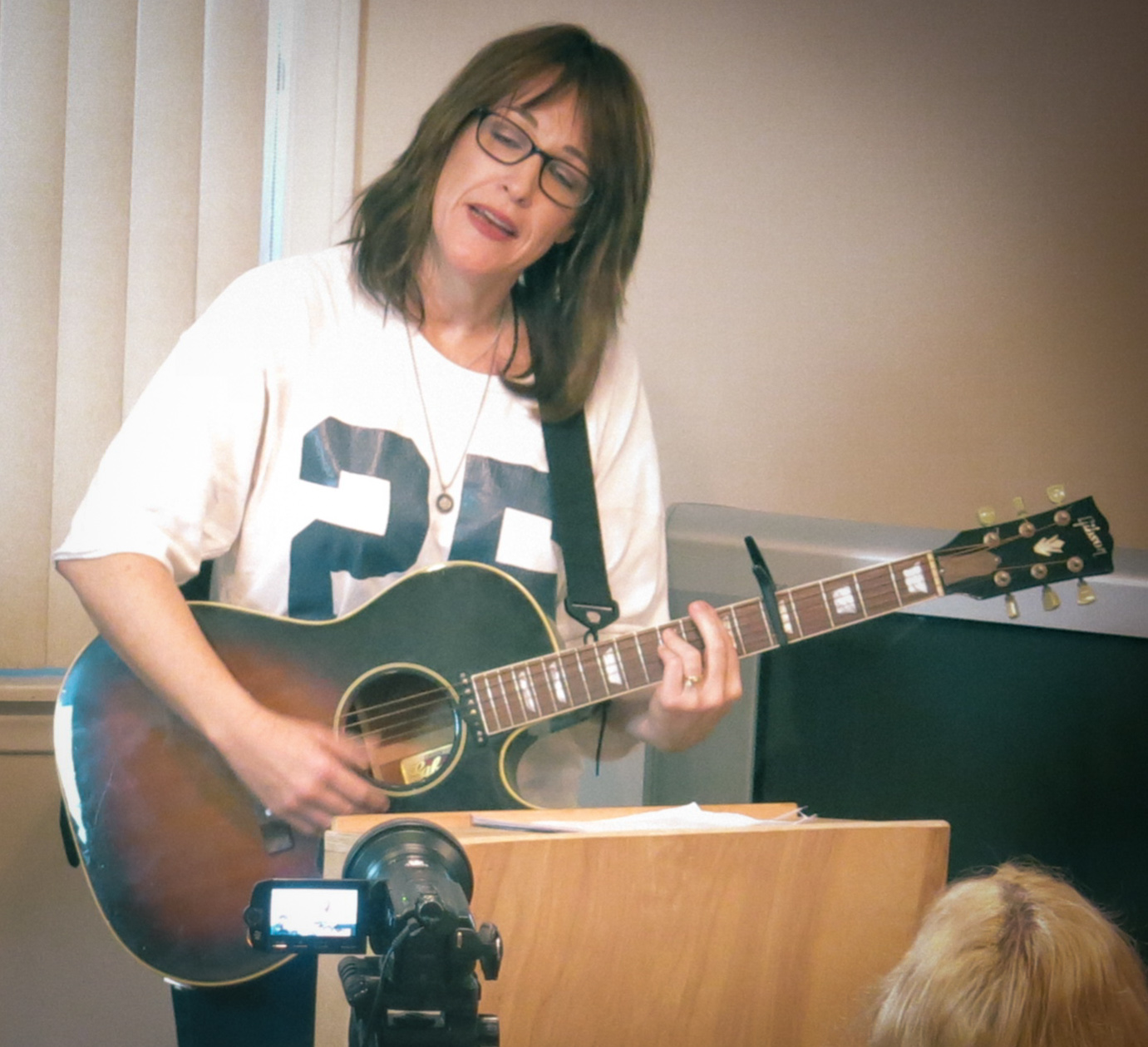
Kathleen Wilhoite, 2014

Kathleen Wilhoite (* 29. Juni 1964 in Santa Barbara, Kalifornien) ist eine US-amerikanische Schauspielerin und Musikerin.

## Leben
Wilhoite war seit 1983 in mehr als 120 Film- und Fernsehproduktionen zu sehen. Wiederkehrende Rollen übernahm sie in den Serien L.A. Law – Staranwälte, Tricks, Prozesse (1993/1994), Emergency Room – Die Notaufnahme (1994–1996, sowie 2002) und Gilmore Girls (2004–2007).
Wilhoite erhielt im Jahr 1995 für ihre Rolle in Emergency Room – Die Notaufnahme den Viewers for Quality Television Award. Sie ist mit David Harte verheiratet. Sie haben einen Sohn, Jimmy-Ray, eine Tochter, Ruby, und zusammen einen weiteren Sohn, Adu, aus Äthiopien adoptiert.

## Filmografie (Auswahl)
- 1983: Die Football-Prinzessin (Quarterback Princess)
- 1983: Private School – Die Superanmacher (Private School)
- 1985: Cagney & Lacey (Fernsehserie, 5x01)
- 1986: Murphys Gesetz (Murphy’s Law)
- 1986: Witchboard – Die Hexenfalle (Witchboard)
- 1986: Der Morgen danach (The Morning After)
- 1987: Angel Heart
- 1989: Brenda Starr
- 1989: Road House
- 1990: Todfreunde – Bad Influence (Bad Influence)
- 1990: Twin Peaks
- 1990: Everybody Wins
- 1992: Lorenzos Öl (Lorenzo’s Oil)
- 1993: Feuer am Himmel (Fire in the Sky)
- 1994: Allein mit Dad & Co (Getting Even with Dad)
- 1994: Color of Night
- 1994–1996, 2002: Emergency Room – Die Notaufnahme (ER, Fernsehserie, 19 Folgen)
- 1997: Auf Messers Schneide – Rivalen am Abgrund (The Edge)
- 2000: Der Fall Mona (Drowning Mona)
- 2000: Das Glücksprinzip (Pay It Forward)
- 2000: Nurse Betty
- 2000: Ein Hauch von Himmel (Touched by an Angel, Folge 7x10)
- 2001: Law & Order: Special Victims Unit (Fernsehserie, Folge 3x09)
- 2002: 24 (Fernsehserie)
- 2002: My Sister’s Keeper (Fernsehfilm)
- 2003: Quicksand – Gefangen im Treibsand (Quicksand)
- 2003: Für alle Fälle Amy (Judging Amy, Fernsehserie, Folge 4x13)
- 2004: Das perfekte Paar (Perfect Opposites)
- 2004: Family Sins - Familie lebenslänglich (Family Sins)
- 2004–2007: Gilmore Girls (Fernsehserie, 16 Folgen)
- 2005: Charmed – Zauberhafte Hexen (Charmed, Fernsehserie, Folge 7x16 The Seven Year Witch)
- 2007: King of California
- 2007: Ghost Whisperer – Stimmen aus dem Jenseits (Ghost Whisperer, Fernsehserie, Folge 2x18 Children of Ghosts)
- 2008: Criminal Minds (Fernsehserie, Folge 4x03 Minimal Loss)
- 2009: Grey’s Anatomy (Fernsehserie, Folge 6x05 Invasion)
- 2009: In Plain Sight – In der Schusslinie (In Plain Sight, Fernsehserie, Folge 2x08)
- 2009: Without a Trace – Spurlos verschwunden (Without a Trace, Fernsehserie, Folge 7x11 Familie gesucht)
- 2010: The Mentalist (Fernsehserie, Folge 2x23 Red Sky in the Morning)
- 2011: The Glades (Fernsehserie, Folge 2x09 Iron Pipeline)
- 2011: Pakt der Rache (Seeking Justice)
- 2013: Crazy Kind of Love
- 2015: Jane the Virgin (Fernsehserie, Folge 1x16 Chapter Sixteen)
- 2015: Battle Creek (Fernsehserie, Folge 1x10 Stockholm)
- 2016: The Wrong Side of Right
- 2020: Yellowstone (Fernsehserie, 2 Folgen)
- 2021: Violet
- 2022: CSI: Vegas (Fernsehserie, 4 Folgen)